# Louis Le Cardonnel
Pour les articles homonymes, voir Cardonnel.

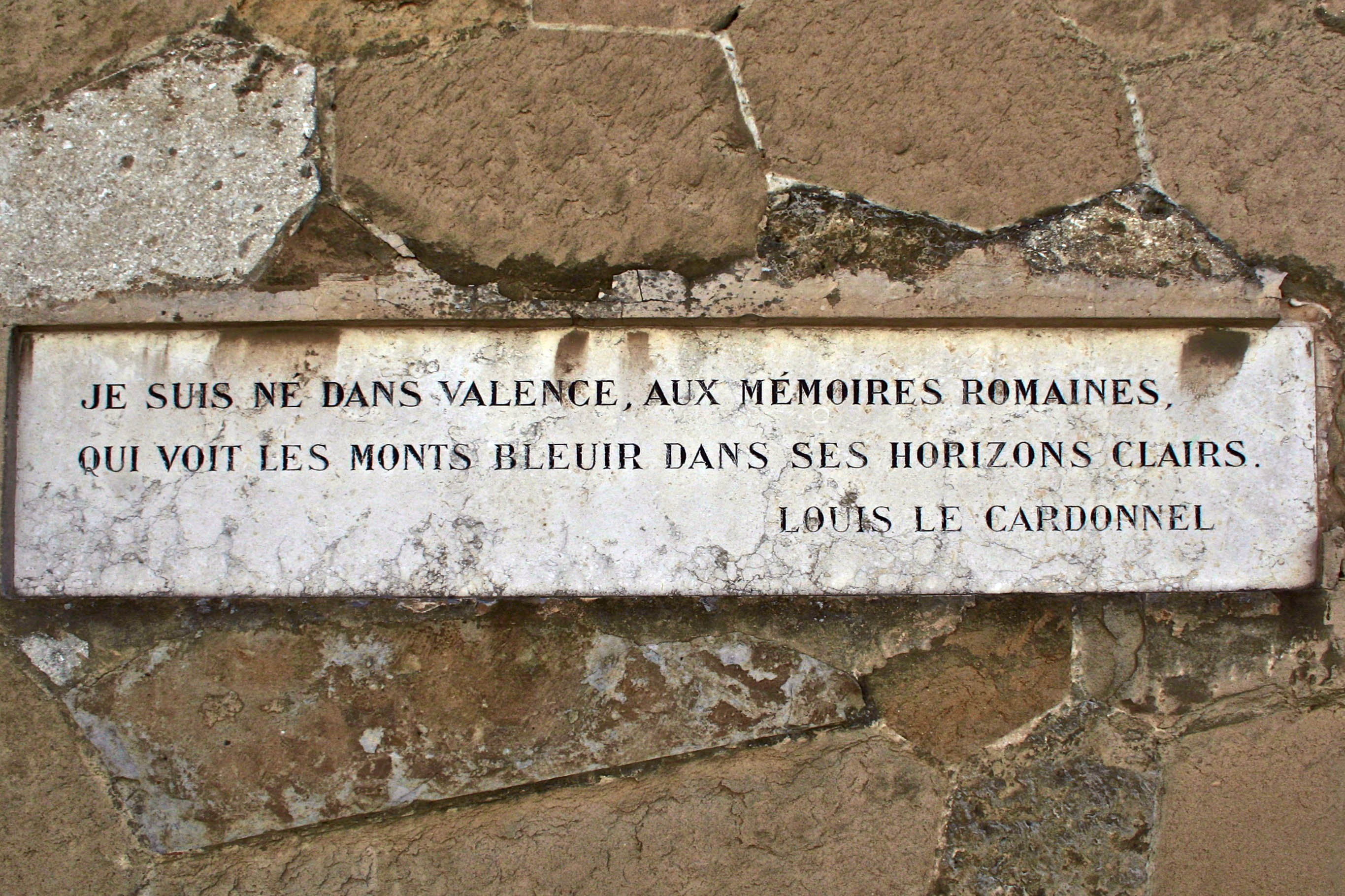
Citation de Louis Le Cardonnel, place des Ormeaux à Valence

L'abbé Louis Le Cardonnel, en religion Frère Anselme, né le 22 février 1862 à Valence et mort le 28 mai 1936 à Avignon, est un poète français.

## Biographie
Il fit ses études à Valence, à l'Institution Notre-Dame.
Dans une prosodie de facture classique, l'abbé Le Cardonnel chantait des sujets religieux, voire liturgiques, en s'inspirant du Bréviaire et du Pontifical. Ses vers rappellent souvent ceux de Lamartine et de Musset. Il fut un ami de Paul Verlaine, de Louis Denise, de Hugues Rebell et de Charles Guérin.
Membre du groupe « Nous autres » en 1884, il fréquenta les milieux symbolistes aux côtés d'Édouard Dubus, Charles Morice et Adolphe Retté.
Ami intime de Verlaine, avec qui il fréquentait le cabaret interlope Le Chat noir, Le Cardonnel reste surtout connu de l'histoire littéraire pour avoir été le détenteur temporaire des Illuminations d'Arthur Rimbaud, avant leur publication.
À partir de 1894, il songe à une vie religieuse et se distancie de ses amis. Il est ordonné prêtre en 1896.
Le Cardonnel avait collaboré à plusieurs journaux littéraires de l'époque tels que La Plume, Scapin, La Vogue, L'Ermitage et le Mercure de France.
Quelques années plus tard, il fut l'un des collaborateurs de la Revue critique des idées et des livres de Jean Rivain et Eugène Marsan. Par la suite, il poursuivit sa publication de recueils de poésies chrétiennes. Sur ses vieux jours, il fut recueilli au palais du Roure, à Avignon, par sa compatriote valentinoise Jeanne de Flandreysy, écrivain, érudite et ardent défenseur, avec le marquis Folco de Baroncelli, de l'univers félibrige. Il y vécut sereinement ses dernières années, y rencontrant tout ce que la Provence comptait alors de célébrités.
Il a remporté trois prix littéraires attribués par l’Académie française : le prix Capuran pour Poèmes en 1905, le prix Broquette-Gonin (poésie) pour Carmina sacra en 1913 et le prix Paul-Verlaine pour l’ensemble de son œuvre poétique en 1936.
Il est le frère du romancier et critique Georges Le Cardonnel.

## Œuvres

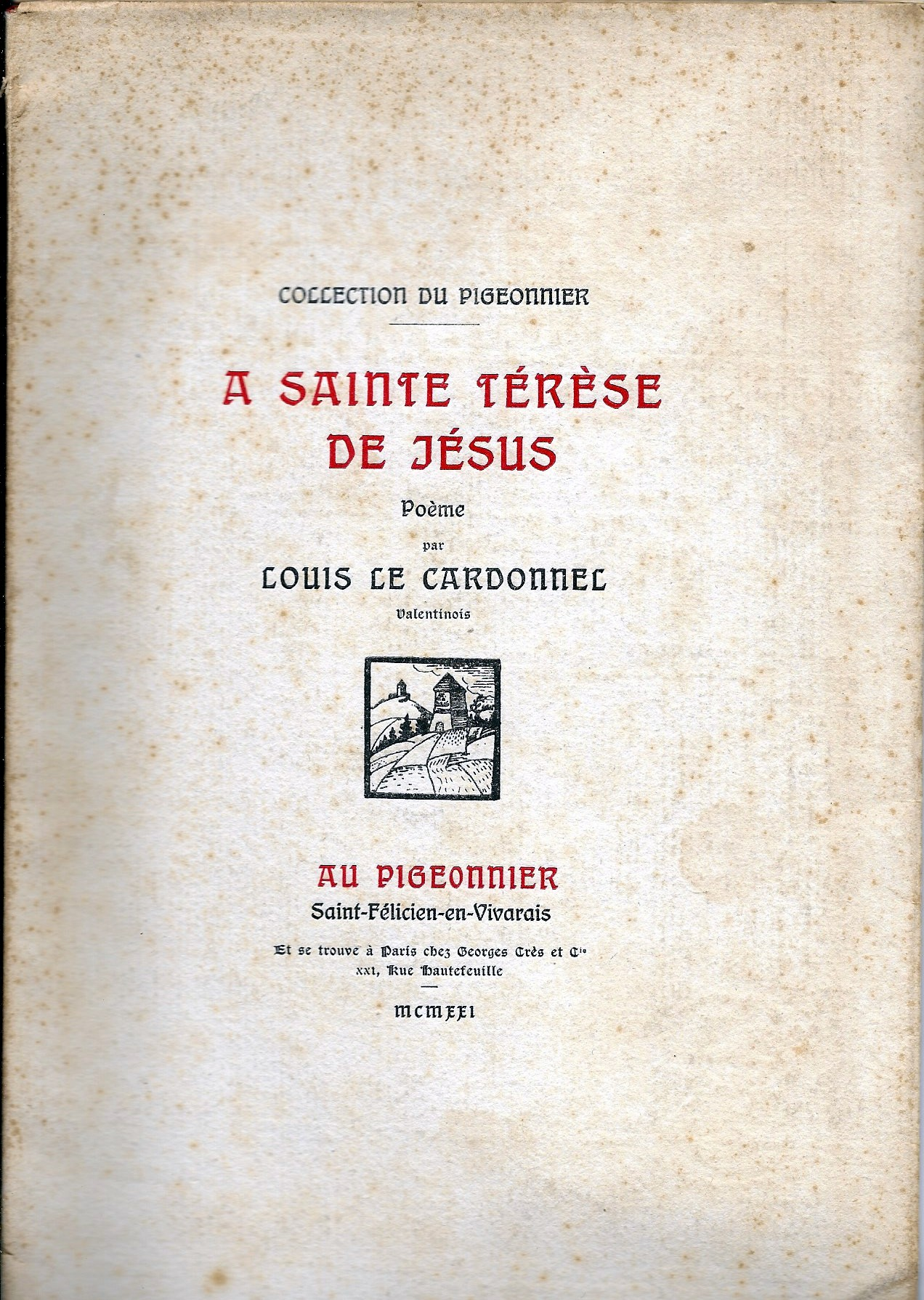
A Sainte Térése de Jésus, publié par Charles Forot aux Editions du Pigeonnier en 1921.

- Poèmes (1904)
- Carmina Sacra (1912)
- Du Rhône à l'Arno (1920)
- A Sainte Térése de Jésus (1921)
- De l'une à l'autre aurore (1924)

## Distinctions
- Chevalier de la Légion d'honneur, décret du 14 janvier 1925[2]
- Par l’Académie française : le prix Capuran pour Poèmes en 1905, le prix Broquette-Gonin (poésie) pour Carmina sacra en 1913 et le prix Paul-Verlaine pour l’ensemble de son œuvre poétique en 1936.
- Prix Lasserre (littérature) en 1924[3]